# Lambertus van Gog

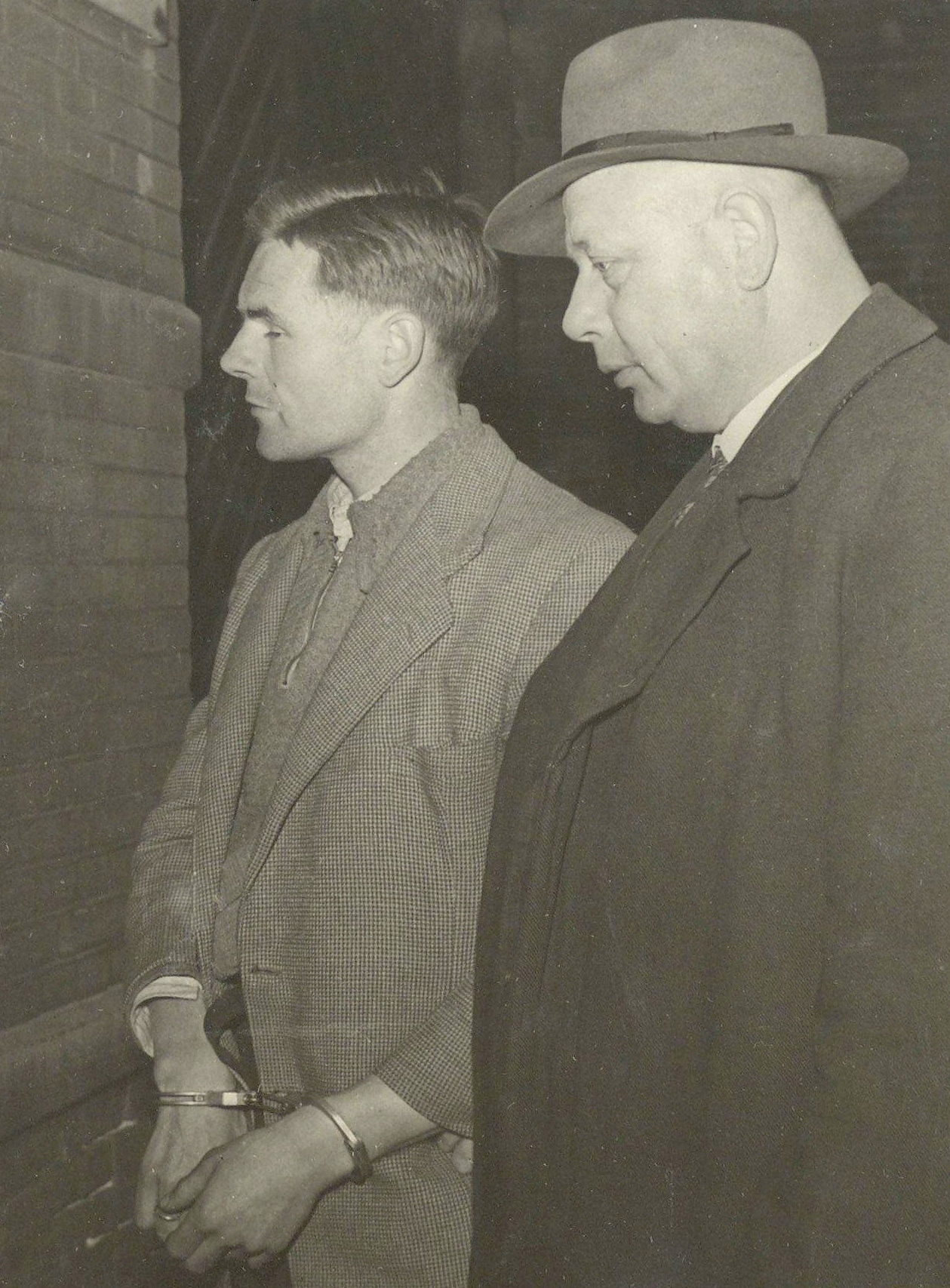
Van Gog bij zijn arrestatie in 1948

Lambertus Thomas van Gog (Amsterdam, 8 oktober 1916 – Almere,  29 oktober 1996)  was een Nederlandse oorlogsmisdadiger. Hij vermoordde samen met Daniel Bernard op 18 oktober 1943 de Nederlandse schrijver A.M. de Jong. Dit was een van de Silbertannemoorden in de Tweede Wereldoorlog.
Hij vluchtte na de oorlog naar Spanje, maar werd daar in 1948 aangehouden en uitgeleverd aan Nederland..
Van Gog werd net als Daniel Bernard op 31 december 1949 veroordeeld tot een straf van 20 jaar voor deze moord. Tegen beiden was levenslang geëist. Deze straf werd in cassatie gehandhaafd in oktober 1950. In 1985 werd hij vervroegd vrijgelaten uit de gevangenis wegens gezondheidsredenen en in 1996 overleed hij.